# Merbabu
Merbabu (Indonesisch: Gunung Merbabu) is een stratovulkaan op het Indonesische eiland Java in de provincie Midden-Java.